# Xã Utica, Quận LaSalle, Illinois
Xã Utica (tiếng Anh: Utica Township) là một xã thuộc quận LaSalle, tiểu bang Illinois, Hoa Kỳ. Năm 2010, dân số của xã này là 2.052 người.